# オットー・ヘンリー・バッチャー
オットー・ヘンリー・バッチャー（Otto Henry Bacher、1856年5月31日 - 1909年8月16日）は、アメリカ合衆国の画家である。版画家、イラストレーターとしても知られる。

## 略歴
オハイオ州のクリーブランドでドイツ系の両親のもとに生まれた。学校を出た後、家屋の室内や船室を装飾する装飾画家の仕事についた。1874年から、オハイオの学校で静物画などを得意とする画家、デー・スコット・エヴァンス(De Scott Evans)の指導を受け、その後、オハイオ州、ウエリントンの画家、アーチボールド・ウィラードが設立した「美術クラブ」のメンバーになった。フィラデルフィアのペンシルベニア美術アカデミーでも短期間学んだ。
オハイオに戻った後、風景画家のウィリス・シーヴァー・アダムス(1844年-1921年)と知り合い親しくなった。アダムスがクリーブランドの美術アカデミーの設立に関わった時バッチャーをアカデミーの理事に指名した。この頃、シンシナティ出身の版画家ウェンバン(Sion Wenban :1848-1897)から版画を学んだ。
1878年にアダムスと共に、ヨーロッパに留学しミュンヘン美術院で学び、ミュンヘンで活動していたアメリカの画家、フランク・ドゥフェネクの指導を受け、ドゥフェネクらとフィレンツェ、ヴェネツィアに移り、イタリアでは逆にドゥフェネクらに版画の技術を教えた。ヴェネツィアではジェームズ・マクニール・ホイッスラーとも知り合い友人になった。ホイッスラーとの交流について後に雑誌に連載し、1908年に回想録『ヴェネツィアのホイッスラー』として出版した。バッチャーの版画の技術はヨーロッパでも認められ、1881年にイギリスの王立画家版画家協会(Royal Society of Painter-Etchers)の会員に選ばれた。
1883年に帰国し、スタジオを開いた。ドゥフェネクの学生のジョセフ・デキャンプと、オハイオ州リッチフィールドで夏の写生教室を開いて教えた。油絵を多く描いたがあまり売れなかった。再びヨーロッパに留学し、パリの美術学校、アカデミー・ジュリアンでいくつかの授業を受講し、その後再びヴェネツィアに移った。ヴェネツィアでは、ロバート・フレデリック・ブルームやチャールズ・フレデリク・ウルリッヒとスタジオを共有した。
1888年に帰国し、画学生と結婚した。ニューヨークで活動するようになり、雑誌や書籍のイラストレーターとして活動し人気を得た。1901年にイラストレーター協会（Society of Illustrators）の創設メンバーの1人となった。1906年にナショナル・アカデミー・オブ・デザインの準会員に選ばれた。

### イラスト・版画

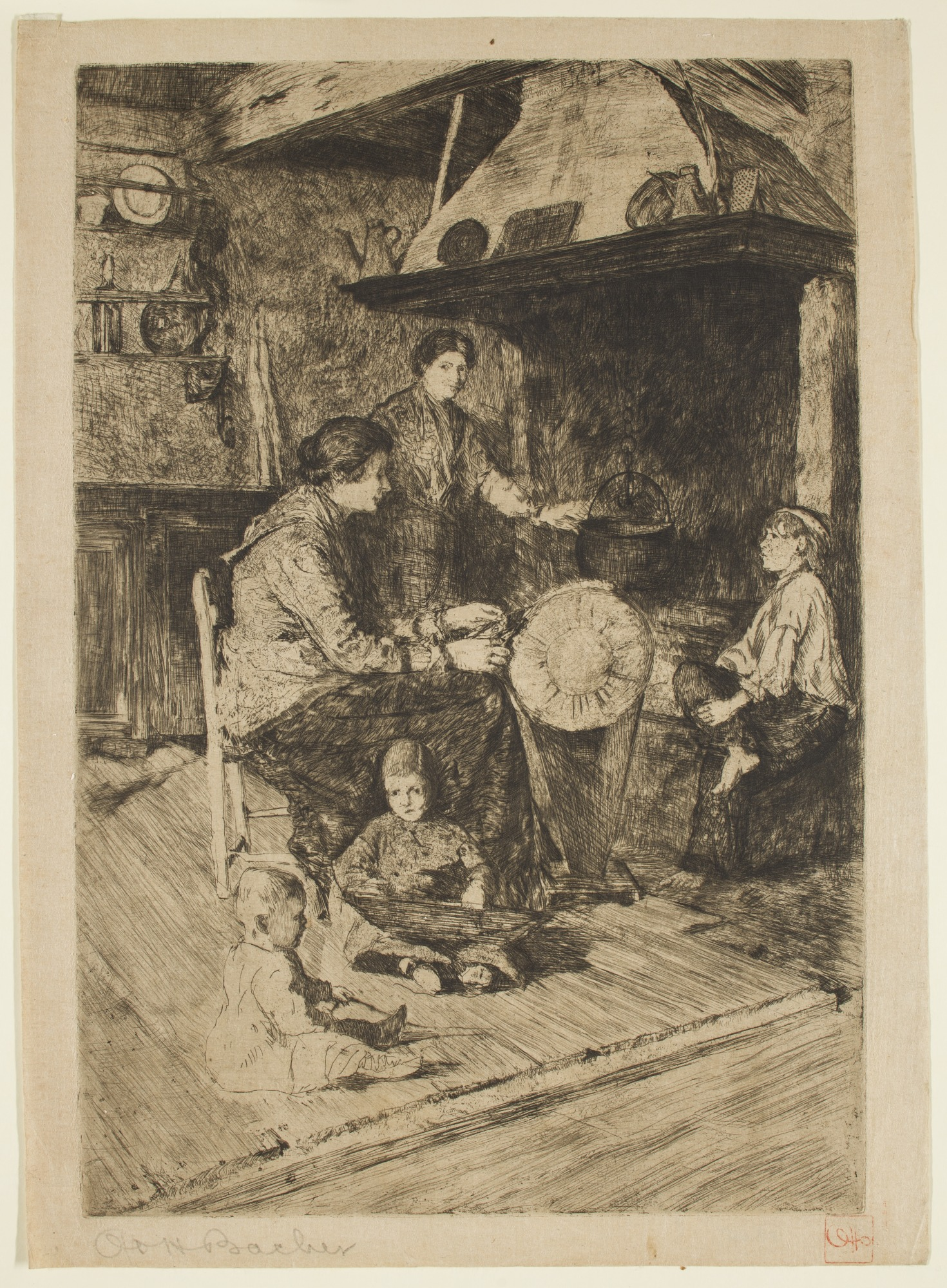
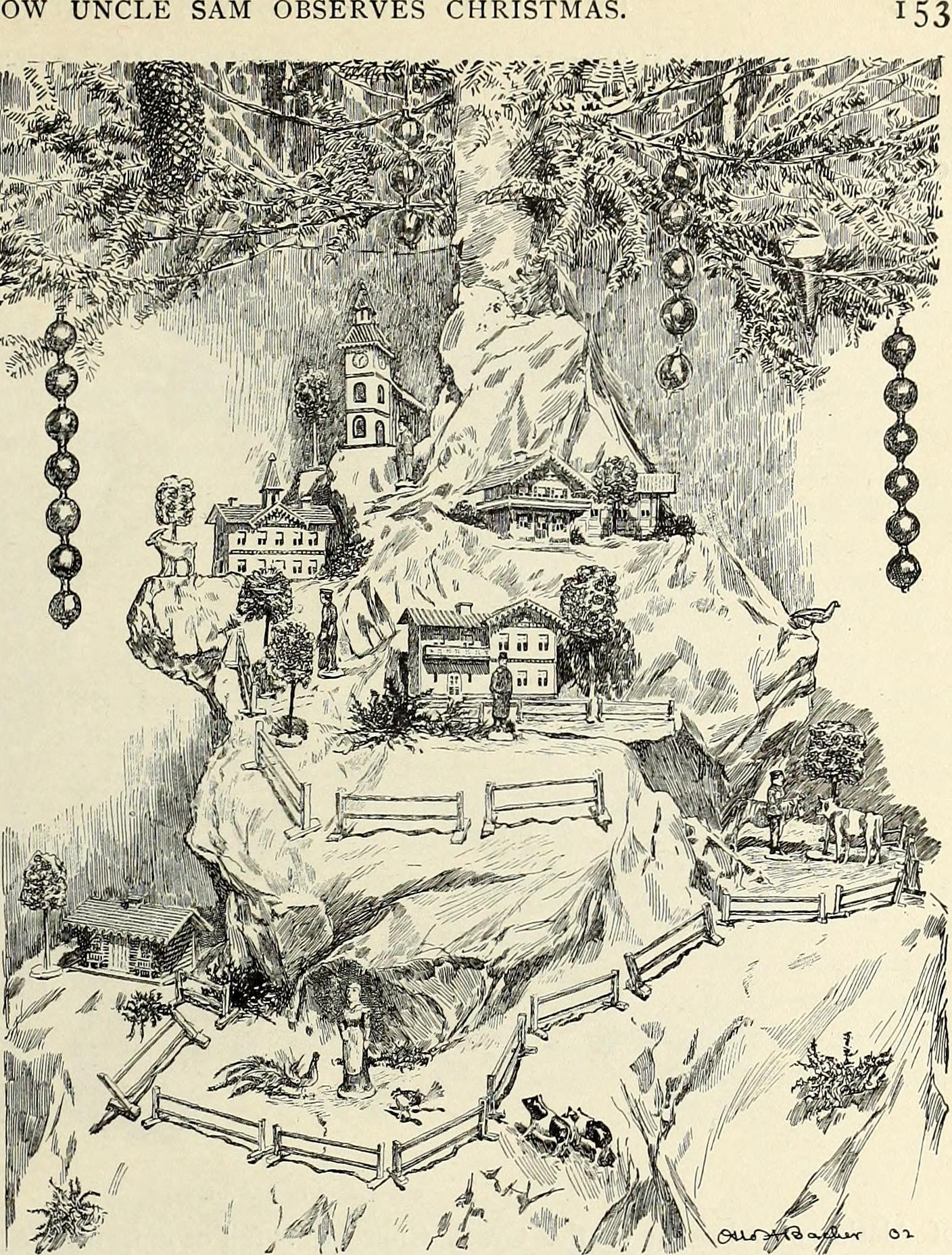

## 作品

### 油絵

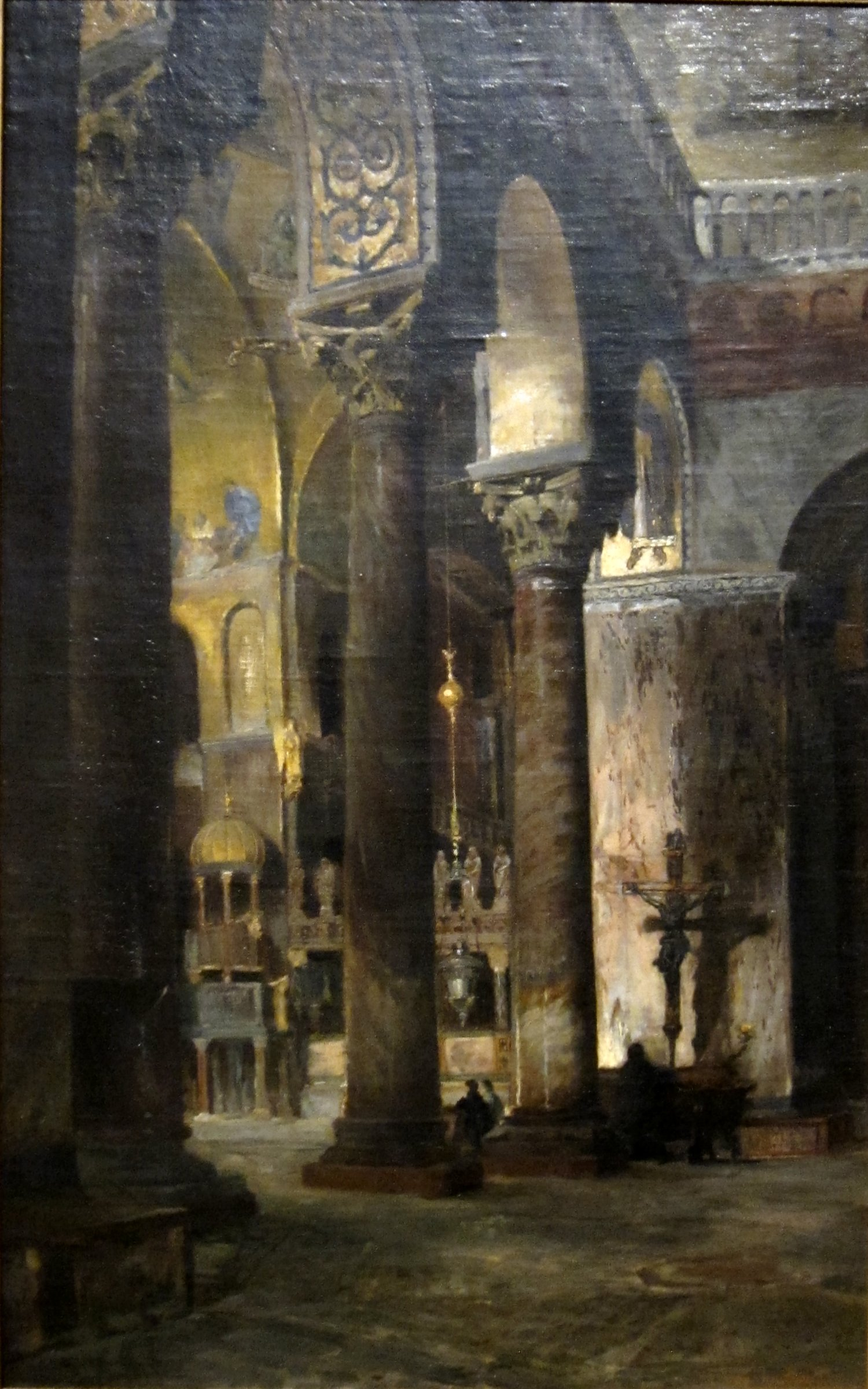
サン・マルコ寺院の院内 シンシナティ美術館
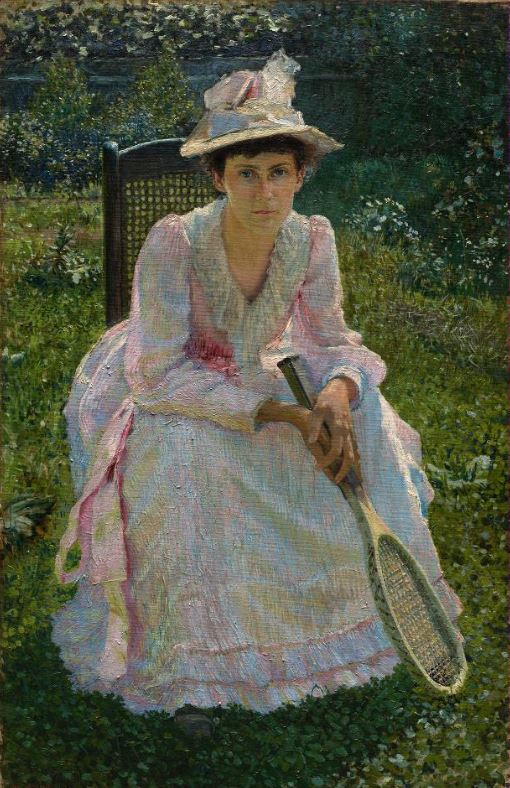
妻の肖像 (1891) クリーブランド美術館
「7月」 (1893) クリーブランド美術館
静物画 (1878)